# NGC 5732
NGC 5732 este o galaxie spirală situată în constelația Boarul. A fost descoperită în 16 mai 1787 de către William Herschel.